# Papilio rex
Espèce
Papilio rex est une espèce de lépidoptères (papillons) de la famille des Papilionidae. Cette espèce vit en Afrique subsaharienne, au Nigéria, Cameroun, République démocratique du Congo, Soudan, Ouganda, Rwanda, Burundi, Éthiopie, Kenya et Tanzanie, dans les forêts de montagnes de 1150 à 2600 m d'altitude.

## Description
Le mâle est nettement plus grand que la femelle, mais les motifs des deux sexes sont similaires. Le mâle atteint les 17 cm d'envergure. À l'avers les ailes sont noires ou marron foncé. Les ailes antérieures sont assez allongées, elles sont orange à la base et portent des macules blanches. Les ailes postérieures sont arrondies, elles sont blanches ou crème dans l'aire basale et traversées de veines noires tandis que le reste de l'aile est constellé de macules blanches. Le revers est similaires mais les ailes sont légèrement plus clairs et la partie orange des ailes antérieures est plus étendue. Le thorax et la tête sont noirs et constellés de macules blanches, l'abdomen est noir au-dessus et blanc en-dessous et sur les côtés.

Cette espèce imite l'apparence de Tirumala formosa et plus exactement de Tirumala formosa morgeni, une espèce de papillon toxique.

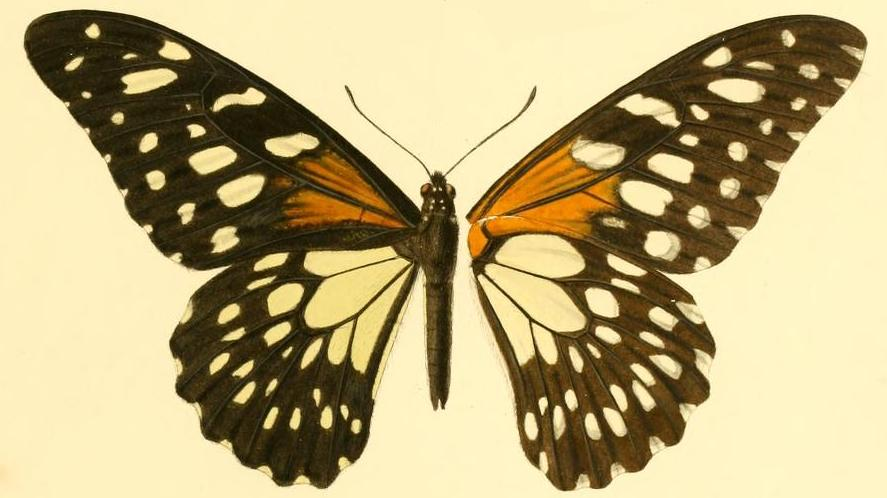
Papilio rex, avers (à gauche) et revers (à droite)
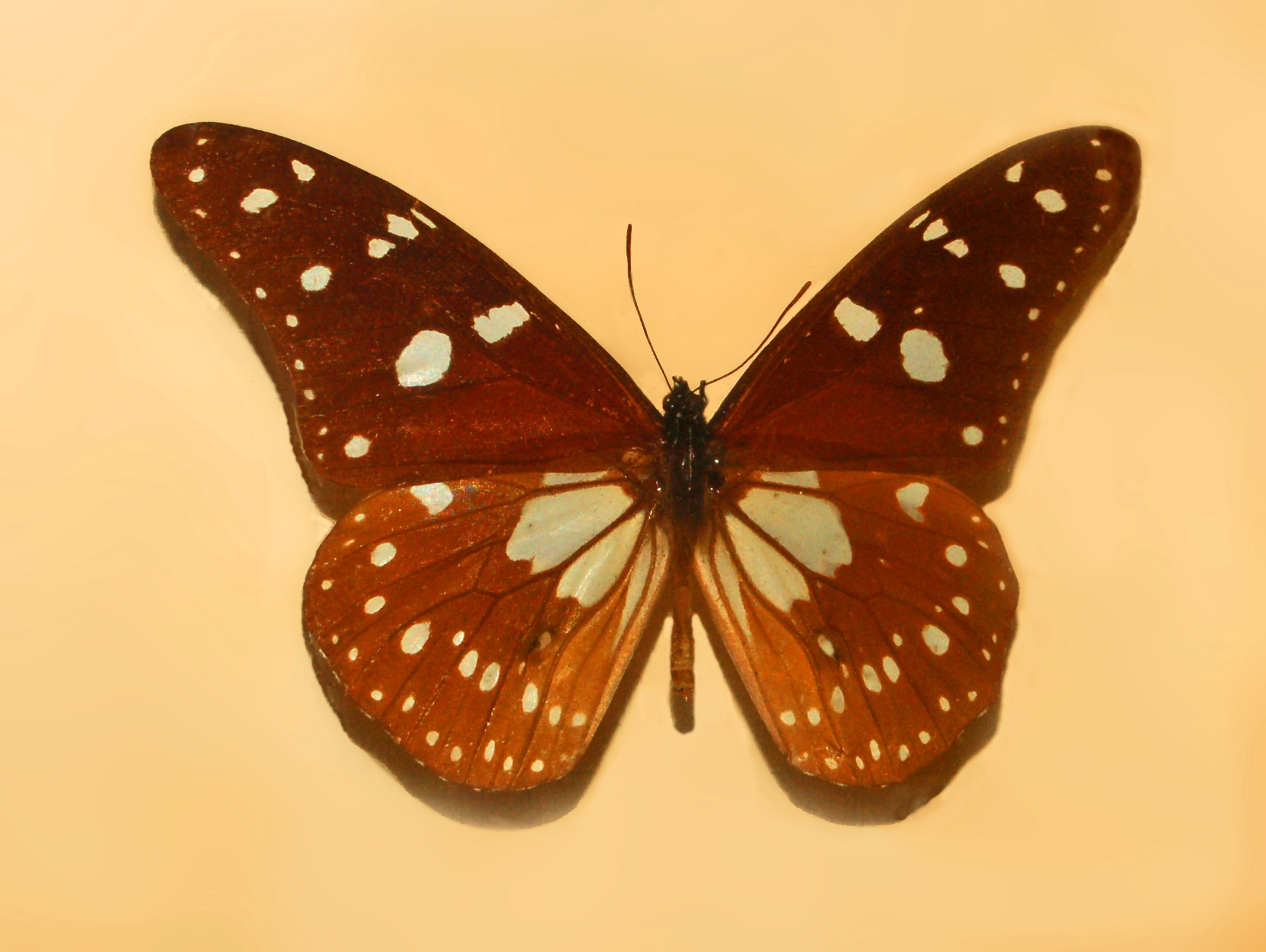
Tirumala formosa mercedonia

## Écologie
La femelle pond ses œufs isolément sur la plante-hôte. Les plantes-hôte connues pour cette espèces sont Teclea tricocarpa, T. stuhlmanni, Calodendrum sp., Citrus sp., Clausena sp., Fagara sp., Toddalia sp. Les chenilles se nourrissent des feuilles de la plante-hôte et passent par cinq stades avant de se changer en chrysalide. La chrysalide est fixée à son support par son crémaster et maintenue tête en haut par une ceinture de soie.
Les deux sexes restent dans le milieu forestier, les mâles au-dessus de la canopée et les femelles à l'intérieur. Les adultes volent lentement, les mâles sont territoriaux et chassent vigoureusement les intrus qui s'aventurent sur leur territoire. Tôt le matin et en fin d'après-midi les adultes descendent de la canopée pour se nourrir du nectar de fleurs telles que les fleurs de Lantana, Balsaminum and Bougainvillea. Les mâles descendent aussi à partir de midi pour boire dans des flaques de boue. Ils sont plus grands que les femelles et portent ces dernière pendant l'accouplement, contrairement à d'autres espèces de papillons.

## Habitat et répartition
L'espèce est présente en Afrique subsaharienne, au Nigéria, Cameroun, République démocratique du Congo, Soudan, Ouganda, Rwanda, Burundi, Éthiopie, Kenya, Tanzanie. Elle vit dans les forêts de montagnes, de 1150 à 2600 m d'altitude.

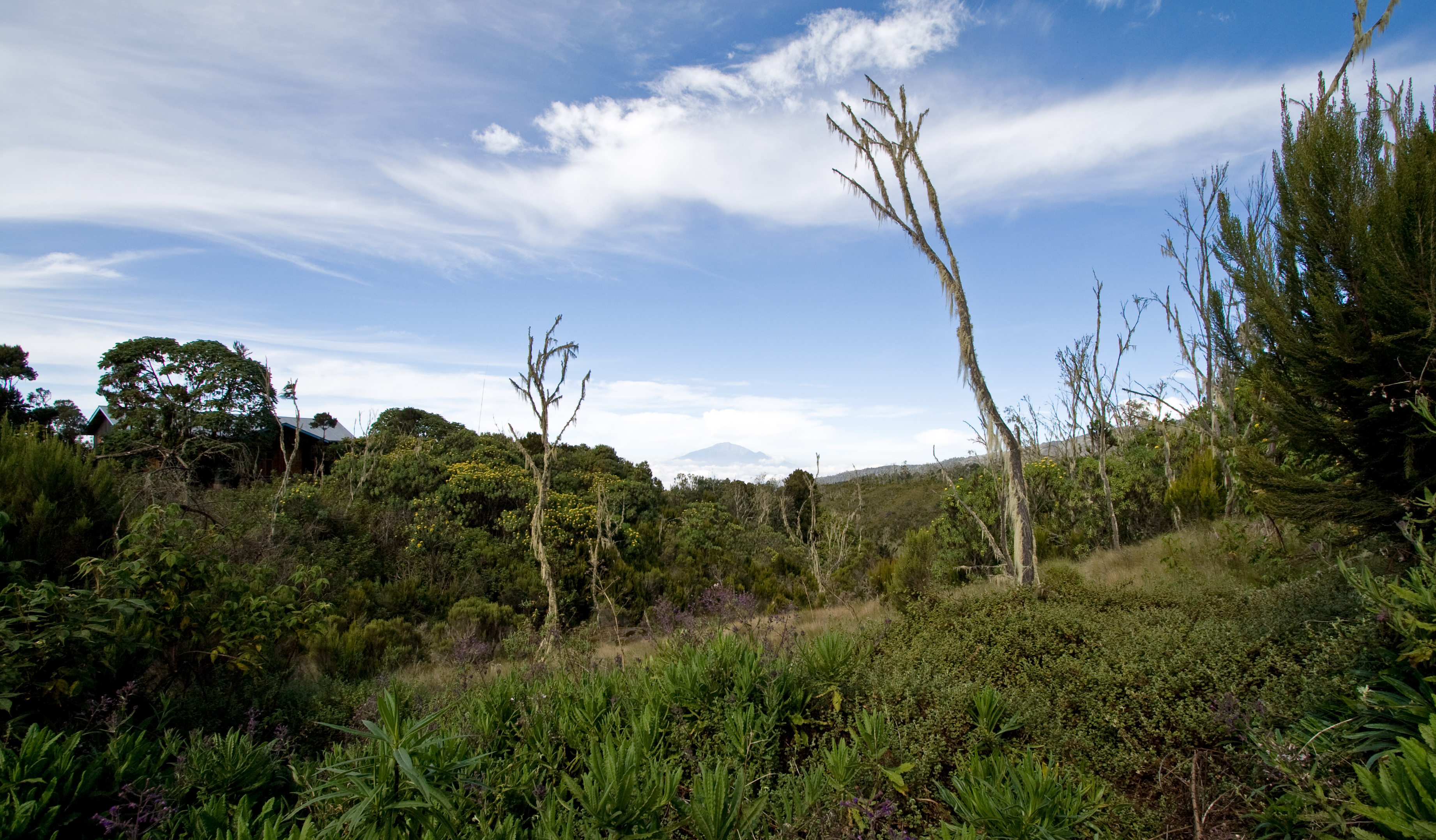
Pente du Kilimandjaro (Tanzanie)
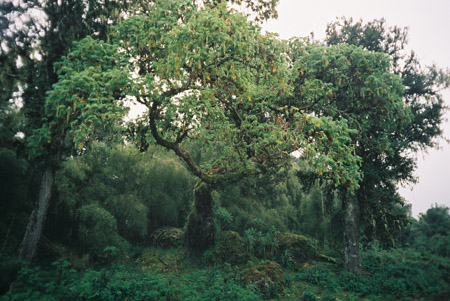
Forêt équatoriale du mont Kenya (Kenya)
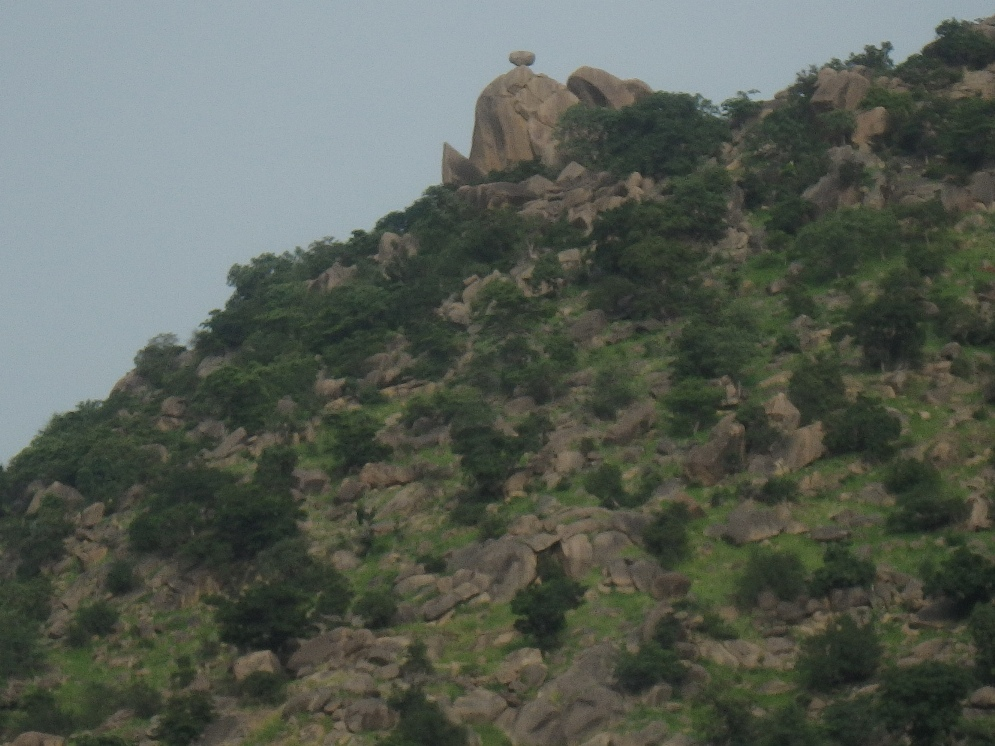
Mont Mandara (Nigéria)

## Systématique
L'espèce Papilio rex a été décrite pour la première fois en 1886 par l'entomologiste Charles Oberthür dans les Annales de la société entomologique de France, à partir d'un spécimen de Tanzanie. Ses plus proches parents sont Papilio dardanus et Papilio phorcas.

### Sous-espèces[2]
- P. r. rex : Kenya (est de la vallé du Rift), nord-est de la Tanzanie, centre de la Tanzanie
- P. r. mimeticus Rothschild, 1897 : République du Congo (Ituri, Kivu), Ouganda, Rwanda, Burundi, nord-ouest de la Tanzanie, ouest du Kenya
- P. r. franciscae Carpenter, 1928 : sud du Soudan, sud-ouest de l'Éthiopie
- P. r. schultzei Aurivillius, 1904 : est du Nigeria, Cameroun (hautes terres)
- P. r. abyssinicana Vane-Wright, 1995 : sud-est de l'Éthiopie (hautes terres)
- P. r. regulana Vane-Wright, 1995 : Kenya (hautes terres à l'est de la vallée du Grand Rift)
- P. r. alinderi Bryk, 1928 : Kenya (hautes terres à l'ouest de la vallée du Grand Rift)

## Papilio rexet l'Homme

### Nom vernaculaire
Papilio rex est appelé en anglais "Regal Enchanter" ou encore "Regal Swallowtail".

### Menaces et conservation
Cette espèce n'est pas évaluée par l'UICN. Elle semble relativement commune sur son aire de répartition.